# Олександр Шмідт (політик)
Олександр Карлович Шмідт (рос. Александр Карлович Шмидт, 1879–1954) — молдавський політик, мер Кишинева в 1917–1918 роках. Він був сином Карл Шмідт.

## Біографія
Останній мер за часів царської адміністрації, був звільнений з наступом румунських військ у Бессарабії. Разом з Олександром Крупенським був засновником антирумунського русофільського товариства що виступало за «порятунок Бессарабії від румунської окупації», агітуючи за її приєднання до Російської Республіки або Української Народної Республіки. Ця організація об'єднувала як російських поміщиків, так і консерваторів з Бессарабії та бессарабських комуністів.
Історик Антон Морару стверджує, що Шмідт оголосив себе «ворогом Румунії» і навіть організовував терористичну діяльність, щоб перешкодити союзу з Румунією.
Разом з Крупенським він представив «аргументи» для відділення Бессарабії від Румунії під час мирної конференції в Парижі. У міжвоєнний період 2 дали незліченну кількість інтерв'ю іноземній пресі, в яких говорили про «переслідування бессарабських інтелектуалів, підозрюваних у русофільстві», а також про пропаганду про «румунського жандарма».
Незважаючи на його дворянське походження, деякі антирумунські тези Шмідта (і Крупенського) також були використані радянською пропагандою.